# Wohnhaus Stavendamm 16

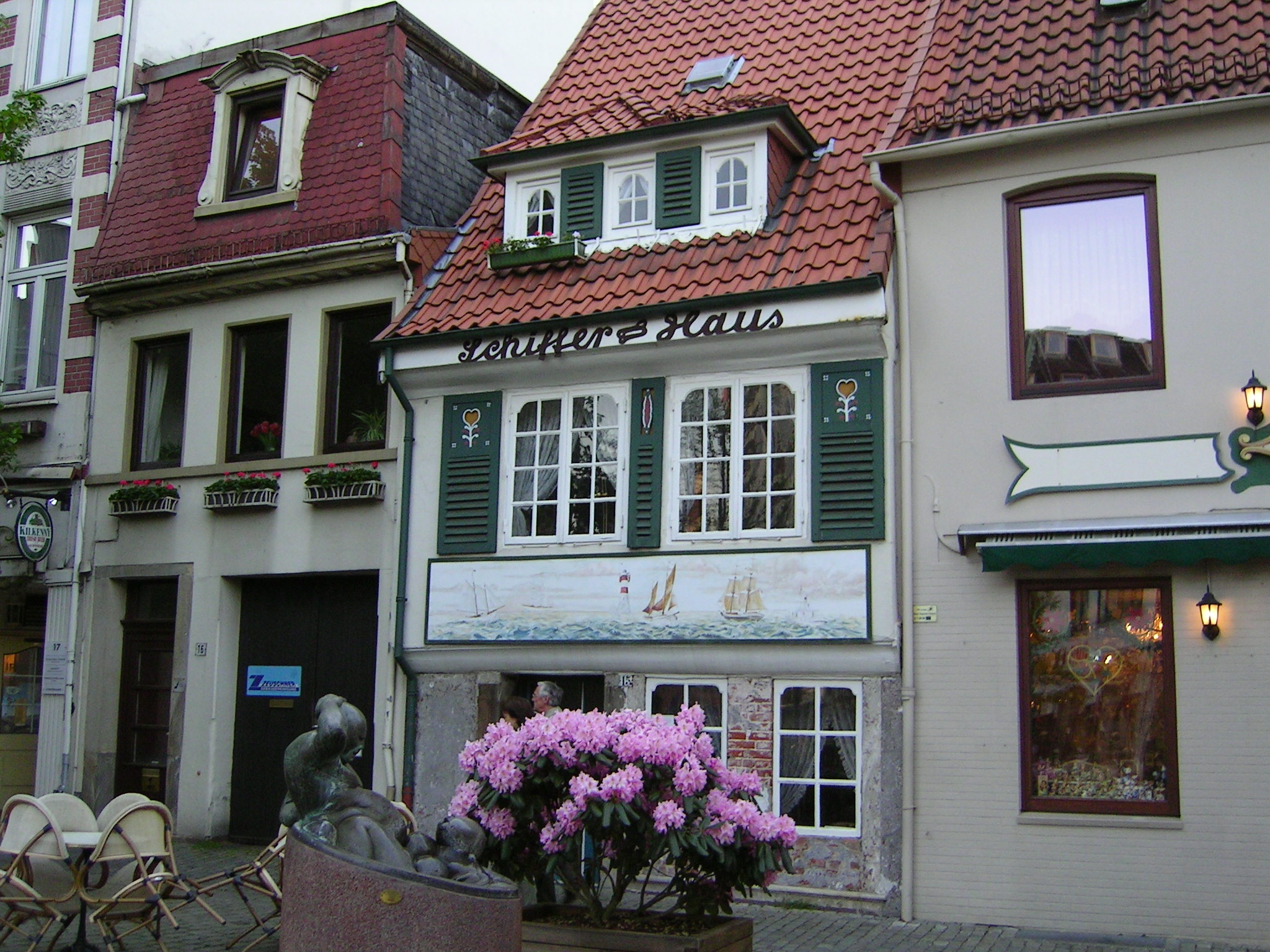
Nr. 16 links neben dem Schifferhaus

Das Wohnhaus Stavendamm 16 befindet sich in Bremen-Mitte im Schnoorviertel, Stavendamm 10. Es entstand im 18. Jahrhundert. 
Das Gebäude steht seit 1973 unter Bremer Denkmalschutz.

## Geschichte

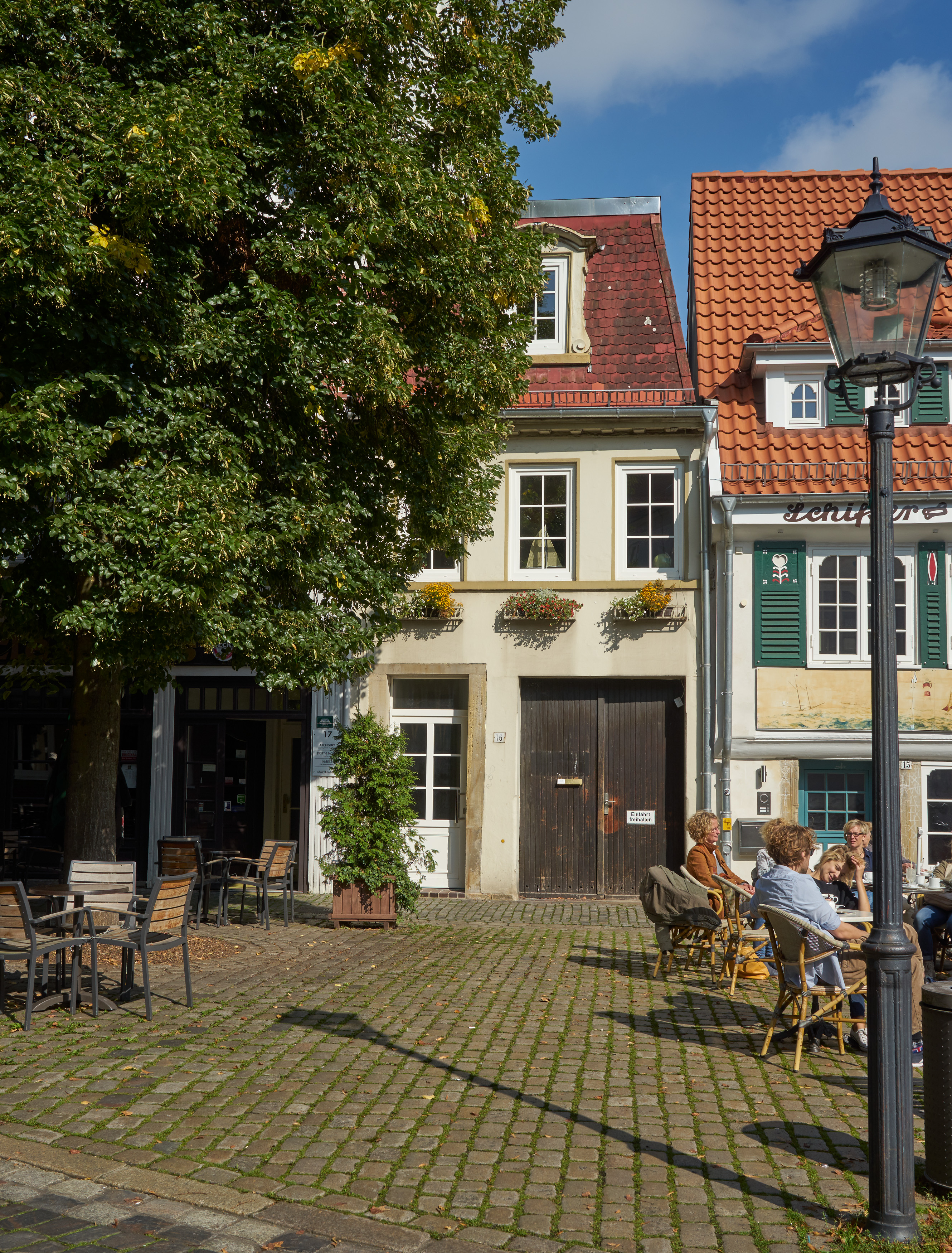
Nr. 16, links

Die ursprüngliche Bevölkerung des Schnoors bestand überwiegend aus Flussfischern und Schiffern. In der Epoche des Klassizismus und des Historismus entstanden von um 1800 bis 1890 die meisten oft kleinen Gebäude. Im weiteren Verlauf wurde es zum Arme-Leute-Viertel, das in weiten Bereichen verfiel – vor allem nach dem Zweiten Weltkrieg.
1959 wurde von der Stadt ein Ortsstatut zum Schutz der erhaltenswerten Bausubstanz beschlossen. Die Häuser wurden dokumentiert und viele seit den 1970er Jahren unter Denkmalschutz gestellt. Ab den 1960er Jahren fanden mit Unterstützung der Stadt Sanierungen,  Lückenschließungen und Umbauten im Schnoor statt.
Das zweigeschossige, geputzte, einfache, traufständige Haus mit dem Rest eines Mansarddaches, einer barocken Dachgaube und inneren, farbigen Deckenmalereien wurde im 18. Jahrhundert in der Epoche des Barocks gebaut. Daneben steht das Schifferhaus. Heute (2018) wird das Haus durch ein Büro und zum Wohnen genutzt.

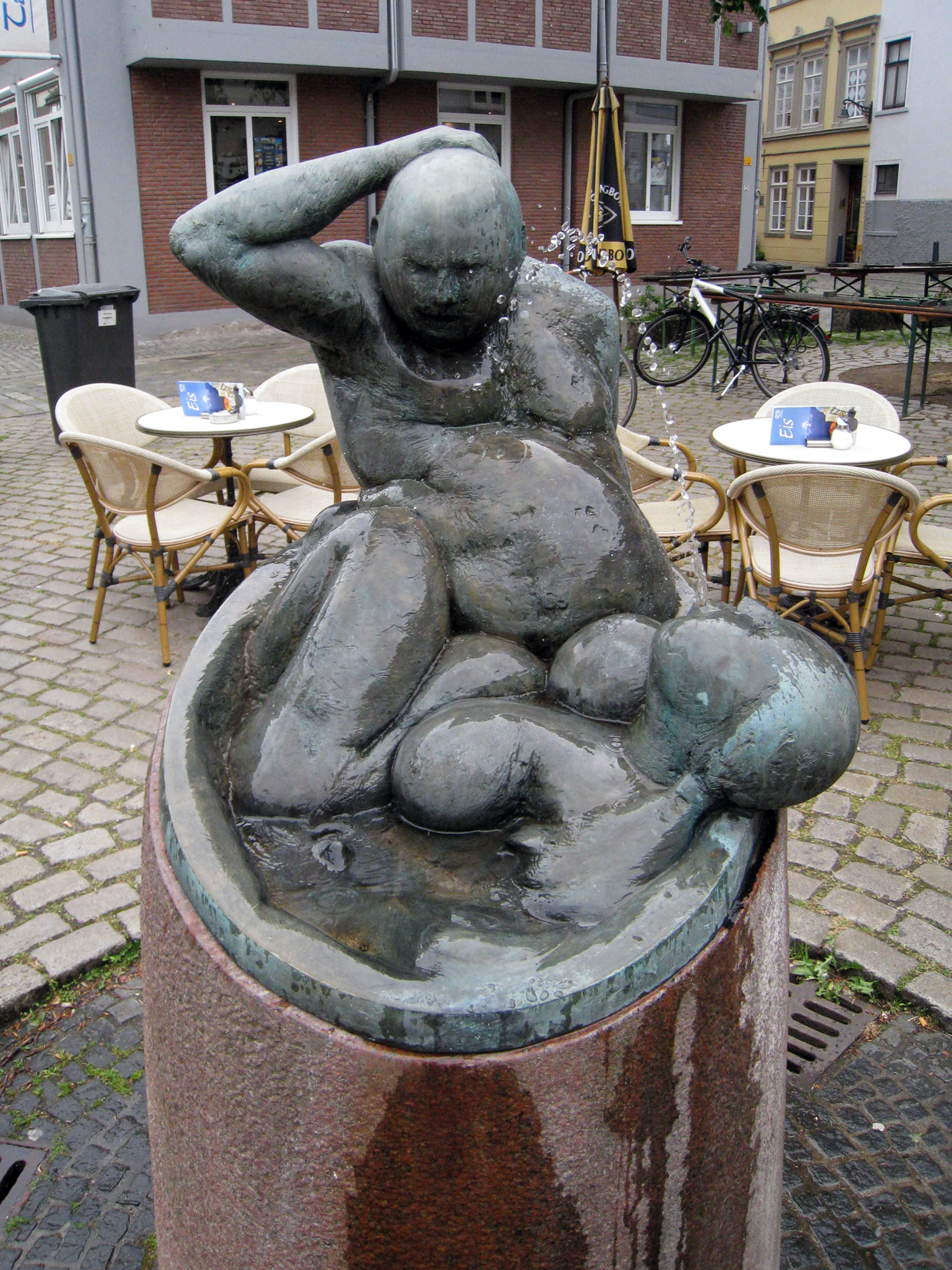
Badestubenbrunnen

Der Name des Stavendamm stammt vom Stave (=Stube).  Hier waren früher die Badestuben, die von den Seeleuten und Schiffern gerne genutzt wurden.   Der Name Schnoor (Snoor) bedeutet Schnur. Er kam vom Schiffshandwerk und der Herstellung von Seilen und Tauen (=Schnur).